# Florencia Fazzarino
Florencia Fazzarino è un personaggio immaginario della telenovela argentina Flor - Speciale come te.

## Biografia

### Prima stagione
Florencia è una ragazza argentina che svolge un lavoro molto umile: vendere frutta e verdura in un negozio di Buenos Aires. All'inizio della storia ha 19 anni. Orfana, perde sua madre Margarita Valente quando aveva 14 anni, quindi viene affidata dal padre Eduardo Fazzarino, marinaio, alle cure di Teresa "Titina" Ramos, amica di Margarita. Flor canta e balla in una band con i suoi amici Bata (figlio di Titina), Facha, Clara, Nata e Chucky. La band ottiene un ingaggio alla festa organizzata dai fratelli Nicolás e Maia Fritzenwalden nella loro villa. Federico Fritzenwalden, il fratello maggiore della famiglia, sta' tornando dalla Germania con la fidanzata Delfina Santillán Torres Oviedo, dove vive e lavora per occuparsi dell'azienda di famiglia e dei suoi cinque fratelli, che hanno perso entrambi i genitori. Il suo arrivo coincide con la festa che i fratelli hanno organizzato senza il suo consenso, ed è lì che la incontra nella schiuma.
Federico, a causa di Tomás la fa licenziare dal negozio e l'accusa di aver rapito il fratello minore e viene arrestata, ma in realtà Tomás si sentiva trascurato dalla famiglia, per cui aveva finto il rapimento. Chiarito il disguido, Federico per sdebitarsi dell'accaduto, prima le offre dei soldi, che lei rifiuta, poi la assume come bambinaia e le dà anche una casa dove vivere, e ha subito un legame speciale con i fratelli Fritzenwalden, e con una bambina di Salta che lei stessa ha trovato, Roberta.
Nel corso delle vicende, Flor scopre da suo zio Carlos che Eduardo non è il suo vero padre, viene a conoscenza che sua madre ha avuto una relazione con Alberto Santillán, suo padre biologico, nonché padre di Delfina e Sofía, scopre così di essere loro sorella. Nonostante Malala, madre di Delfina, lo sapesse, insieme alla figlia tenta di tenere il segreto al sicuro per salvare la loro eredità, in modo che Flor non riceva la sua parte.
Nel frattempo Flor si innamora di Federico, e quando lui la ricambia, inizia un amore impossibile; ma entrambi non vogliono far soffrire Delfina con cui egli è in procinto di sposarsi, e Franco che si è innamorato di Flor. Mentre si baciano in giardino, vengono visti da Malala che lo dice a Delfina, quindi su consiglio della madre, finge una gravidanza, in seguito di aver subìto un aborto spontaneo per una caduta dalle scale perché ha visto Federico e Flor che si baciavano, poi una depressione per la perdita del bambino e un tentato suicidio. Infine una malattia che la porterà alla morte. Su obbligo di Flor, Federico decide di prendersi cura di Delfina, con la quale celebra il rito civile.
Federico viene a sapere degli inganni delle due donne proprio il giorno del matrimonio in chiesa con Delfina,  che lascia sull'altare e va via con Flor.  Federico decide di partire per un viaggio insieme a Flor ma mentre i due sono separati, muore in un incidente, salvando la vita al Conte di Krikoragán, Massimo Augusto Calderón de la Hoya. Federico la saluta per l'ultima volta sotto forma di spirito, promettendole che ci sarà un finale felice e che il loro amore sarà indimenticabile ed eterno. Prima di tornare per sempre in paradiso, Federico, nel corpo di Massimo, le lascerà una videocassetta, spiegandogli tutto ciò che è accaduto, svelandogli che una parte del suo spirito, un soffio divino secondo Dio, rimarrà in Massimo, e che tramite lui sarà sempre al suo fianco. Flor e Massimo si incontrano nella schiuma, in uno scenario che ricorda il primo incontro tra lei e Federico, arrivando lì nell'esatto momento in cui Federico lascia definitivamente il suo corpo.

### Seconda stagione
Massimo, che è diventato tutore per volere di Federico, deve stabilirsi nella villa per badare ai fratelli di Federico. Delfina prova ad ingannare Massimo come aveva fatto con Federico, vuole conquistarlo per impossessarsi della sua fortuna e diventare Contessa di Krikoragán. Delfina, Lorenzo, Malala e Bonilla fanno credere a tutti che sua madre Anna è molto malata e ha bisogno di un trapianto di midollo osseo, e che Delfina è l'unica compatibile per il trapianto. Massimo promette che se l'operazione andrà bene esaudirà qualsiasi desiderio di Delfina. Anna cerca di farli mettere insieme, tuttavia, Massimo inizialmente non vuole perché si sta innamorando di Flor, ma dovranno superare degli ostacoli per vivere la loro storia d'amore, a partire dal rifiuto di lei di accettare un nuovo uomo nel suo cuore dopo aver perso Federico, l'amore della sua vita. Massimo confessa i suoi sentimenti a Flor, lei ammette di provare lo stesso, ma quando bacia Massimo sente di baciare Federico. Massimo lascia Delfina per stare con Flor, nonostante Delfina gli faccia credere di avere una ricaduta per il trapianto. Per vendicarsi, Delfina fa credere a Flor che Massimo è il complice che Federico stava cercando prima di morire e viene cacciato di casa. Flor vede la videocassetta di Massimo e Federico, scopre che Massimo è innocente, e che una parte dello spirito di Federico è entrato in lui, quindi capisce perché in lui vedeva Federico e smette di sentirsi in colpa per i sentimenti che prova per Massimo. Flor, dopo varie disavventure riesce a ricongiungersi con Massimo, che nel frattempo stava partendo per tornare nel Krikoragán. Ma Delfina, che non vuole stiano insieme, dopo aver scoperto che nel Krikoragán chi non mantiene la parola data scatena una disgrazia, decide di utilizzare questa informazione per sposare Massimo e inventa delle disgrazie, finisce per chiederle di sposarlo. Flor scopre che Delfina non ha mai donato il midollo osseo e dopo vari tentativi di Delfina per non farla parlare, lo racconta a Massimo, che dichiara guerra a Delfina. Massimo la lascia, ma non può cacciarla di casa perché il giudice la crede una vittima, ma grazie a Flor viene a conoscenza della sua vera identità e di tutto quello che ha fatto, e quindi le toglie la tutela, la caccia di casa e la fa arrestare, ma esce subito dopo per la cauzione pagata da Malala e Lorenzo. Delfina si finge sua cugina Rosita Violeta Torres (che mandano a Cuba per curarsi la gamba malata), arrivata dalla campagna, che è uguale a lei fisicamente, e ne assume l'identità per rimanere nella casa e farà di tutto per far lasciare Flor e Massimo. Con l'arrivo della vera Rosita, Delfina viene scoperta. Flor e Massimo citano in giudizio Malala, Bonilla e Delfina, Malala e Bonilla per essere stati complici materiali vengono condannati a sette anni e Delfina a dieci anni per tentato omicidio verso Flor. In seguito scoprirà di essere incinta di Massimo, e di aspettare due gemelli, ma al momento del parto si scopre che saranno tre. I gemelli si chiamano Federico Augusto, come il primo ed eterno amore di Flor e il secondo nome di Massimo, Margarita Anna, come la madre di Flor e quella di Massimo, e Andrés Florencio, come il secondo nome del defunto padre di Massimo, e il nome di Flor al maschile. Delfina ormai in carcere, evade e rapisce sua nipote Margarita per chiedere un riscatto. Dopo averla rapita, si sente strana ed inizia ad affezionarsi alla bimba tanto da farle capire il significato dell'amore, e la riporta ai genitori. Delfina confessa di essere sposata con Lorenzo e che quindi i suoi matrimoni con Massimo e Federico non hanno alcun valore legale, quindi Flor e Massimo possono sposarsi, che all'inizio non potevano perché Delfina non voleva firmare per il divorzio, con lo scopo di rovinargli la vita. Massimo rinuncia all'incarico di Conte, che ha dovuto abbandonare per potersi sposare. Adottano anche i fratelli Fritzenwalden, e poi si sposano.

## Caratteristiche del personaggio
Flor è cresciuta sotto l'influenza delle fiabe raccontate dalla madre, tra cui Cenerentola, la sua preferita, ne possiede il libro regalato da sua madre, che le ha insegnato i valori della gentilezza, dell'amore, dell'umiltà e del rispetto per gli altri. Grazie a questi insegnamenti è cresciuta credendo nelle fate che spesso la aiutano nei momenti di difficoltà; negli elfi e nella magia dell'amore, diventando una persona affettuosa, gentile, sognatrice, ottimista, romantica, allegra, coraggiosa, spontanea, di buon cuore e piena di vita. Flor è nota anche per avere una personalità ribelle, oltre che per essere goffa e un po' distratta. È spesso istintiva, molto generosa, altruista e questo la rende speciale agli occhi di tutti. Ama il suo albero magico, la sua noce (regalata dalla madre prima di morire), possiede moltissimi amuleti. Ama le favole con principi e principesse. A volte è anche un po' infantile, veste sempre in modo colorato, bizzarro e infantile. 
Come rivelato da lei stessa, ama Massimo perché è lui e non perché c'è lo spirito, il soffio divino di Federico. Non mostrerà mai la videocassetta a Massimo per paura che lui potrebbe pensare che Flor lo ami solo perché c'è una parte di Federico in lui.